# Superliga de Suiza 2018-19
La temporada 2018-19 es la 122.ª temporada de la Superliga de Suiza, la máxima categoría del fútbol profesional en Suiza. Por motivos de patrocinio la liga es llamada Raiffeisen Super League, el torneo comenzó el 22 de julio de 2018 y finalizó el 25 de mayo de 2019. Esta temporada marcó un hito histórico en la competición, ya que 
consumó el primer descenso del Grasshopper, uno de los clubes más populares y con más trayectoria en el país. El BSC Young Boys de la ciudad de Berna es el vigente campeón.

## Ascensos y descensos
Lausanne-Sport descendido la temporada pasada es reemplazado por Neuchâtel Xamax que vuelve a la máxima categoría después de siete temporadas, tras haber descendido en la  temporada 2011-12.
| Pos. | Descendido de la Superliga de Suiza 2017-18 |
| ---- | ------------------------------------------- |
| 10.º | Lausanne-Sport                              |

| Pos. | Ascendido de la Challenge League 2017-18 |
| ---- | ---------------------------------------- |
| 1.º  | Neuchâtel Xamax                          |

## Equipos participantes
| Club            | Ciudad    | Estadio                      | Capacidad |
| --------------- | --------- | ---------------------------- | --------- |
| FC Basilea      | Basilea   | St. Jakob Park               | 38,512    |
| Grasshopper     | Zúrich    | Letzigrund                   | 23,605    |
| FC Lucerna      | Lucerna   | Swissporarena                | 17,500    |
| AC Lugano       | Lugano    | Stadio Comunale di Cornaredo | 15,000    |
| FC Sion         | Sion      | Stade de Tourbillon          | 16,500    |
| FC St. Gallen   | San Galo  | Kybunpark                    | 19,694    |
| FC Thun         | Thun      | Stockhorn Arena              | 10,000    |
| BSC Young Boys  | Berna     | Stade de Suisse              | 31,783    |
| Neuchâtel Xamax | Neuchâtel | Stade de la Maladière        | 12,000    |
| FC Zürich       | Zúrich    | Letzigrund                   | 23,605    |

### Personal y uniformes
| Equipo             | Entrenador      | Capitán                | Firma deportiva | Patrocinador                             |
| ------------------ | --------------- | ---------------------- | --------------- | ---------------------------------------- |
| FC Basilea         | Marcel Koller   | Marek Suchý            | Adidas          | Novartis                                 |
| Grasshopper        | Thorsten Fink   | Rúnar Már Sigurjónsson | Puma            | Fromm                                    |
| FC Lugano          | Fabio Celestini | Jonathan Sabbatini     | Acerbis         | AIL                                      |
| FC Luzern          | René Weiler     | Claudio Lustenberger   | Adidas          | Otto’s                                   |
| FC Sion            | Murat Yakin     | Kevin Fickentscher     | Erreà           | Capital Markets Consulting               |
| FC St. Gallen      | Peter Zeidler   | Silvan Hefti           | Jako            | St.Galler Kantonalbank                   |
| FC Thun            | Marc Schneider  | Dennis Hediger         | Nike            | Panorama Center, Schneider Software AG   |
| Neuchâtel Xamax FC | Michel Decastel | Laurent Walthert       | Erima           | Groupe E, Banque cantonale neuchâteloise |
| Young Boys         | Gerardo Seoane  | Steve von Bergen       | Nike            | Obi                                      |
| FC Zürich          | Ludovic Magnin  | Victor Pálsson         | Nike            | n/a                                      |

## Tabla de posiciones
| Pos. | Equipo                 | Pts. | PJ | G  | E  | P  | GF | GC | Dif. | Clasificación 2018–19                     |
| ---- | ---------------------- | ---- | -- | -- | -- | -- | -- | -- | ---- | ----------------------------------------- |
| 1    | Young Boys             | 91   | 36 | 29 | 4  | 3  | 99 | 36 | +63  | Ronda de Play-Off de la Liga de Campeones |
| 2    | FC Basilea             | 71   | 36 | 20 | 11 | 5  | 71 | 46 | +25  | Segunda ronda de la Liga de Campeones     |
| 3    | FC Lugano              | 46   | 36 | 10 | 16 | 10 | 50 | 49 | +1   | Fase de Grupos de la Liga Europea         |
| 4    | FC Thun                | 46   | 36 | 12 | 10 | 14 | 57 | 58 | −1   | Tercera ronda de la Liga Europea          |
| 5    | FC Lucerna             | 46   | 36 | 14 | 4  | 18 | 56 | 61 | −5   | Segunda ronda de la Liga Europea          |
| 6    | FC St. Gallen          | 46   | 36 | 13 | 7  | 16 | 49 | 58 | −9   |                                           |
| 7    | FC Zürich              | 44   | 36 | 11 | 11 | 14 | 43 | 52 | −9   |                                           |
| 8    | FC Sion                | 43   | 36 | 12 | 7  | 17 | 50 | 55 | −5   |                                           |
| 9    | Neuchâtel Xamax        | 37   | 36 | 9  | 10 | 17 | 44 | 65 | −21  | Promoción por la permanencia              |
| 10   | Grasshopper Zürich (D) | 25   | 36 | 5  | 10 | 21 | 32 | 71 | −39  | Descenso a la Challenge League 2019-20    |

Actualizado a los partidos jugados el 25 de mayo de 2019.
 Fuente: Swiss Super League

### Evolución de la clasificación
| Jornada / Equipo | 1  | 2  | 3  | 4  | 5  | 6  | 7  | 8  | 9  | 10 | 11 | 12 | 13 | 14 | 15 | 16 | 17 | 18 | 19 | 20 | 21 | 22 | 23 | 24 | 25 | 26 | 27 | 28 | 29 | 30 | 31 | 32 | 33 | 34 | 35 | 36 |
| Jornada / Equipo |    |    |    |    |    |    |    |    |    |    |    |    |    |    |    |    |    |    |    |    |    |    |    |    |    |    |    |    |    |    |    |    |    |    |    |    |
| ---------------- | -- | -- | -- | -- | -- | -- | -- | -- | -- | -- | -- | -- | -- | -- | -- | -- | -- | -- | -- | -- | -- | -- | -- | -- | -- | -- | -- | -- | -- | -- | -- | -- | -- | -- | -- | -- |
| Young Boys       | 2  | 1  | 1  | 1  | 1  | 1  | 1  | 1  | 1  | 1  | 1  | 1  | 1  | 1  | 1  | 1  | 1  | 1  | 1  | 1  | 1  | 1  | 1  | 1  | 1  | 1  | 1  | 1  | 1  | 1  | 1  | 1  | 1  | 1  | 1  | 1  |
| Basilea          | 6  | 8  | 5  | 2  | 2  | 3  | 7  | 4  | 5  | 3  | 4  | 2  | 2  | 2  | 2  | 4  | 2  | 2  | 2  | 2  | 2  | 2  | 2  | 2  | 2  | 2  | 2  | 2  | 2  | 2  | 2  | 2  | 2  | 2  | 2  | 2  |
| Lugano           | 3  | 7  | 9  | 7  | 8  | 6  | 6  | 7  | 6  | 8  | 6  | 6  | 6  | 7  | 9  | 8  | 8  | 8  | 8  | 8  | 8  | 8  | 8  | 7  | 7  | 6  | 7  | 8  | 6  | 4  | 5  | 3  | 5  | 3  | 4  | 3  |
| Thun             | 8  | 5  | 8  | 6  | 4  | 5  | 2  | 2  | 3  | 4  | 2  | 3  | 5  | 3  | 3  | 2  | 3  | 3  | 3  | 3  | 3  | 3  | 3  | 3  | 3  | 3  | 3  | 3  | 3  | 3  | 3  | 4  | 3  | 4  | 6  | 4  |
| Lucerna          | 10 | 9  | 7  | 9  | 7  | 4  | 5  | 6  | 8  | 6  | 7  | 7  | 7  | 6  | 6  | 7  | 6  | 5  | 6  | 7  | 7  | 7  | 6  | 4  | 5  | 5  | 5  | 7  | 8  | 6  | 4  | 5  | 4  | 5  | 3  | 5  |
| St. Gallen       | 4  | 6  | 3  | 3  | 5  | 2  | 3  | 5  | 4  | 5  | 5  | 5  | 4  | 5  | 5  | 6  | 5  | 6  | 4  | 5  | 5  | 5  | 4  | 5  | 6  | 7  | 8  | 5  | 5  | 7  | 8  | 6  | 6  | 7  | 5  | 6  |
| Zürich           | 5  | 2  | 4  | 4  | 3  | 7  | 4  | 3  | 2  | 2  | 3  | 4  | 3  | 4  | 4  | 3  | 4  | 4  | 5  | 4  | 4  | 4  | 5  | 6  | 4  | 4  | 4  | 6  | 7  | 8  | 7  | 8  | 7  | 6  | 8  | 7  |
| Sion             | 7  | 4  | 2  | 5  | 6  | 8  | 9  | 10 | 7  | 7  | 8  | 8  | 8  | 8  | 7  | 5  | 7  | 7  | 7  | 6  | 6  | 6  | 7  | 8  | 8  | 8  | 6  | 4  | 4  | 5  | 6  | 7  | 8  | 8  | 7  | 8  |
| Xamax            | 1  | 3  | 6  | 8  | 10 | 10 | 10 | 9  | 9  | 10 | 10 | 10 | 9  | 10 | 10 | 10 | 10 | 10 | 10 | 10 | 9  | 9  | 9  | 9  | 9  | 9  | 9  | 9  | 9  | 9  | 9  | 9  | 9  | 9  | 9  | 9  |
| Grasshopper      | 9  | 10 | 10 | 10 | 9  | 9  | 8  | 8  | 10 | 9  | 9  | 9  | 10 | 9  | 8  | 9  | 9  | 9  | 9  | 9  | 10 | 10 | 10 | 10 | 10 | 10 | 10 | 10 | 10 | 10 | 10 | 10 | 10 | 10 | 10 | 10 |

## Tabla de resultados cruzados
| Local \ Visitante  | BAS | GCZ | LUG | LUZ | SIO | STG | THU | XAM | YB  | ZUR |
| ------------------ | --- | --- | --- | --- | --- | --- | --- | --- | --- | --- |
| FC Basilea         | —   | 4–2 | 3–2 | 2–1 | 3–2 | 1–2 | 1–1 | 1–1 | 1–3 | 2–0 |
| Grasshopper Zürich | 1–3 | —   | 2–1 | 2–3 | 2–1 | 2–1 | 0–2 | 3–1 | 0–3 | 0–2 |
| FC Lugano          | 2–2 | 2–2 | —   | 1–4 | 2–2 | 3–1 | 2–1 | 2–2 | 0–2 | 1–0 |
| FC Lucerna         | 1–1 | 2–1 | 4–2 | —   | 1–3 | 2–1 | 0–2 | 0–2 | 2–3 | 2–5 |
| FC Sion            | 1–2 | 0–0 | 1–2 | 2–0 | —   | 0–1 | 2–1 | 3–0 | 0–3 | 1–2 |
| FC St. Gallen      | 1–3 | 2–1 | 2–2 | 0–1 | 2–4 | —   | 3–2 | 3–2 | 2–3 | 3–2 |
| FC Thun            | 4–2 | 1–0 | 1–1 | 2–1 | 4–1 | 2–0 | —   | 2–2 | 1–4 | 2–2 |
| Xamax              | 1–1 | 2–3 | 2–1 | 1–2 | 1–1 | 2–3 | 1–5 | —   | 1–4 | 3–3 |
| Young Boys         | 7–1 | 2–0 | 1–0 | 2–3 | 3–2 | 2–0 | 3–2 | 5–2 | —   | 4–0 |
| FC Zürich          | 1–1 | 2–0 | 0–0 | 1–0 | 1–2 | 0–0 | 2–1 | 0–0 | 3–3 | —   |

| Local \ Visitante  | BAS | GCZ | LUG | LUZ | SIO | STG | THU | XAM | YB  | ZUR |
| ------------------ | --- | --- | --- | --- | --- | --- | --- | --- | --- | --- |
| FC Basilea         | —   | 0–0 | 1–1 | 3–2 | 1–0 | 1–1 | 3–1 | 4–1 | 2–2 | 3–0 |
| Grasshopper Zürich | 0–4 | —   | 1–1 | 1–3 | 0–3 | 0–1 | 1–1 | 0–1 | 0–1 | 1–1 |
| FC Lugano          | 1–1 | 3–3 | —   | 1–0 | 1–1 | 1–0 | 1–3 | 0–0 | 0–1 | 3–0 |
| FC Lucerna         | 0–1 | 4–0 | 0–3 | —   | 1–3 | 3–0 | 3–1 | 0–1 | 1–3 | 3–0 |
| FC Sion            | 0–3 | 3–0 | 2–2 | 2–2 | —   | 2–2 | 0–1 | 1–0 | 0–4 | 1–0 |
| FC St. Gallen      | 0–3 | 0–0 | 0–2 | 1–2 | 2–1 | —   | 1–3 | 3–0 | 4–1 | 3–1 |
| FC Thun            | 1–2 | 1–1 | 1–0 | 1–1 | 1–2 | 0–0 | —   | 0–2 | 1–1 | 2–2 |
| Xamax              | 0–2 | 1–1 | 1–1 | 2–1 | 3–1 | 0–1 | 3–2 | —   | 1–0 | 1–2 |
| Young Boys         | 3–1 | 6–1 | 2–2 | 4–0 | 1–0 | 3–2 | 5–1 | 2–0 | —   | 2–0 |
| FC Zürich          | 0–2 | 3–1 | 0–1 | 1–1 | 1–0 | 1–1 | 3–0 | 2–1 | 0–1 | —   |

## Promoción por la permanencia
El Xamax que quedó en 9ª posición se enfrentó al Aarau, el subcampeón de la Liga Swiss Challenge 2018–19 .
| Ida, 30 de mayo de 2019, 20:00; | Xamax | 0:4 (0:3) | Aarau                                          | Stade de la Maladière, Neuchâtel                             |                                                              |
|                                 |       |           | - 22' Maierhofer - 34' 69' Taşar - 45+2' Mišić | Asistencia: 12 000 espectadores Árbitro(s): Stephan Klossner | Asistencia: 12 000 espectadores Árbitro(s): Stephan Klossner |

| Vuelta, 30 de mayo de 2019, 20:00; | Aarau                                           | 0:4 (0:3) (t. s.)(4:5 p.)(Global 4:4) | Xamax                                        | Stadion Brügglifeld, Aarau                                  |                                                             |
|                                    |                                                 |                                       | - 20' Die - 29' Ošs - 38' Ademi - 72' Tréand | Asistencia: 7.526 espectadores Árbitro(s): Adrien Jaccottet | Asistencia: 7.526 espectadores Árbitro(s): Adrien Jaccottet |
|                                    |                                                 | Tiros desde el punto penal            |                                              |                                                             |                                                             |
|                                    | - Zverotić - Jäckle - Bürgy - Mišić - Karanović |                                       | - Veloso - Tréand - Corbaz - Ademi - Die     |                                                             |                                                             |

## Goleadores
- Actualización 14 de abril de 2019

| Pos | Jugador               | Club          | Goles |
| --- | --------------------- | ------------- | ----- |
| 1   | Guillaume Hoarau      | Young Boys    | 18    |
| 2   | Dejan Sorgic          | Thun          | 15    |
| 3   | Raphaël Nuzzolo       | Xamax         | 13    |
| 4   | Albian Ajeti          | Basel         | 12    |
| 4   | Jean-Pierre Nsame     | Young Boys    | 12    |
| 6   | Ricky van Wolfswinkel | Basel         | 10    |
| 6   | Blessing Eleke        | Luzern        | 10    |
| 6   | Vincent Sierro        | FC St. Gallen | 10    |
| 6   | Marvin Spielmann      | Thun          | 10    |
| 10  | Carlinhos             | Lugano        | 9     |
| 10  | Christian Fassnacht   | Young Boys    | 9     |
| 10  | Benjamin Kololli      | FC Zurich     | 9     |

## Challenge League
La Challenge League es la segunda categoría del fútbol en Suiza. El primer clasificado asciende a la Superliga.
| Club               | Ciudad          | Estadio                 | Capacidad |
| ------------------ | --------------- | ----------------------- | --------- |
| FC Aarau           | Aarau           | Stadion Brügglifeld     | 8,000     |
| FC Chiasso         | Chiasso         | Stadio Comunale Riva IV | 5,000     |
| SC Kriens          | Kriens          | Stadion Kleinfeld       | 5,360     |
| FC Lausanne-Sport  | Lausanne        | Stade de la Pontaise    | 15,850    |
| FC Rapperswil-Jona | Rapperswil-Jona | Stadion Grünfeld        | 2,500     |
| Servette FC        | Ginebra         | Stade de Genève         | 30,084    |
| FC Schaffhausen    | Schaffhausen    | LIPO Park Schaffhausen  | 8,200     |
| FC Vaduz           | Vaduz           | Rheinpark Stadion       | 7,584     |
| FC Wil 1900        | Wil             | IGP Arena               | 6,958     |
| FC Winterthur      | Winterthur      | Schützenwiese           | 8,550     |

### Tabla de posiciones
- Actualizado el 17 de marzo de 2019.

| Pos. | Equipo          | Pts. | PJ | G  | E  | P  | GF | GC | Dif. | Ascenso o descenso                   |
| ---- | --------------- | ---- | -- | -- | -- | -- | -- | -- | ---- | ------------------------------------ |
| 1    | Servette FC     | 51   | 25 | 15 | 6  | 4  | 56 | 22 | +34  | Ascenso a la Superliga Suiza         |
| 2    | Lausanne        | 43   | 25 | 10 | 13 | 2  | 42 | 25 | +17  | Playoffs Ascenso-Descenso            |
| 3    | FC Winterthur   | 39   | 25 | 11 | 6  | 8  | 36 | 32 | +4   |                                      |
| 4    | FC Aarau        | 37   | 25 | 11 | 4  | 10 | 39 | 37 | +2   |                                      |
| 5    | FC Wil          | 35   | 25 | 9  | 8  | 8  | 26 | 29 | −3   |                                      |
| 6    | SC Kriens       | 29   | 25 | 6  | 11 | 8  | 37 | 41 | −4   |                                      |
| 7    | FC Vaduz        | 28   | 25 | 7  | 7  | 11 | 33 | 43 | −10  |                                      |
| 8    | FC Schaffhausen | 28   | 25 | 7  | 7  | 11 | 29 | 44 | −15  |                                      |
| 9    | FC Chiasso      | 26   | 25 | 7  | 5  | 13 | 33 | 49 | −16  |                                      |
| 10   | Rapperswil-Jona | 24   | 25 | 7  | 3  | 15 | 32 | 41 | −9   | Descenso a la Swiss Promotion League |

 Fuente: Swiss Challenge League
Criterios de clasificación: 1) Puntos; 2) Diferencia de gol; 3) Goals scored; 4) Head-to-head goal difference; 5) Away goals scored; 6) Draw.